# Карстен Нильсен, Софи
Софи Карстен Нильсен (дат. Sofie Carsten Nielsen; род. 24 мая 1975, Биркерёд, Рудерсдаль, Дания) — датский государственный и политический деятель. Член партии «Радикальная Венстре», в прошлом — лидер партии (2020—2022), министр высшего образования и науки Дании (2014—2015). Депутат фолькетинга с 2011 года от избирательного округа Гентофте.

## Биография
Родилась 24 мая 1975 года в Биркерёде. Родители — Йенс Карстен Нильсен (Jens) и Кирстен Карстен Нильсен (Kirsten).
В 1995—2002 гг. училась в Копенгагенском университете, получила степень кандидата политических наук. В 2000—2001 гг. училась в Колледже Европы в бельгийском городе Брюгге, получила степень магистра европейской политики и управления.
В 2002—2004 гг. работала политическим консультантом Европейского парламента. В 2004—2009 гг. была заместителем министра гендерного равенства. В 2010—2011 годах возглавляла Датское общество инженеров.
По результатам парламентских выборов 2011 года избрана депутатом фолькетинга с 2011 года от избирательного округа Копенгаген. В 2011—2012 гг. и 2015—2020 гг. — заместитель председателя парламентской фракции, в 2012—2014 гг. и с 2020 года — председатель. В 2011—2012 гг. в фолькетинге была заместителем председателя Комитета по гендерному равенству, в 2012—2014 гг. возглавляла Комитет финансов.
При перестановках в правительстве, вызванных выходом Социалистической народной партии из правительства из-за несогласия с продажей пакета акций главной энергетической компании страны Dong Energy группе инвесторов, подразделению американского инвестиционного банка Goldman Sachs, 3 февраля 2014 года стала министром высшего образования и науки во втором кабинете Хелле Торнинг-Шмитт. 19 июня 2015 года Хелле Торнинг-Шмитт подала в отставку после того, как правящая коалиция потерпела поражение на парламентских выборах. Софи Карстен Нильсен исполняла обязанности министра до 28 июня 2015 года, когда её сменил Эсбен Лунде Ларсен.
В 2014—2020 гг. была заместителем лидера партии. 7 октября 2020 года лидер партии Мортен Эстергор признал себя виновным в сексуальных домогательствах к  депутату фолькетинга от партии «Радикальная Венстре» Лотте Род и подал в отставку. Софи Карстен Нильсен избрана председателем партии.
По результатам парламентских выборов 1 ноября 2022 года партия потерпела поражение и потеряла половину мандатов в фолькетинге. Софи получила 2467 голосов. 2 ноября Софи Карстен Нильсен подала в отставу с поста председателя партии.

## Личная жизнь
Замужем за Расмусом Дальсгором (Rasmus Dalsgaard). У пары есть дети Густав (Gustav) и Вилладс (Villads).